# Bank Rossii
Die Bank Rossii (russisch Банк России), auch Zentralbank der Russischen Föderation genannt (Центральный банк Российской Федерации/Zentralny bank Rossijskoi Federazii), ist die Zentralbank von Russland mit Sitz in Moskau.
Die Aufgaben und Funktionen der Bank Rossii sind in der russischen Verfassung in Artikel 75 beschrieben sowie in speziellem russischem Bundesrecht. Die Zentralbank wurde am 13. Juli 1990 gegründet, ist aber historisch und rechtlich der Nachfolger der Staatsbank des Russischen Reiches bzw. der Gosbank der Sowjetunion.
Laut der russischen Verfassung ist die Zentralbank eine unabhängige Institution; ihre Hauptaufgabe ist die Stabilisierung des Rubel, der russischen Währung. Nur die Zentralbank darf Rubel-Banknoten und -Geldstücke produzieren. Der Sitz der Zentralbank befindet sich an der Neglinnaja-Straße in Moskau.

## Geschichte
Von den 1930er Jahren bis 1987 war die Gosbank de facto die alleinige Bank der Sowjetunion.
Am 20. Dezember 1991, zwölf Tage nach der Gründung der Gemeinschaft Unabhängiger Staaten, wurde die Staatsbank der UdSSR aufgelöst und alle ihre Vermögenswerte, Verbindlichkeiten und Vermögenswerte in der RSFSR wurden auf die Zentralbank der Russischen Föderation (Bank of Russia) übertragen, die in Bank Rossii umbenannt wurde. 1992 begann die Bank Rossii, Devisen auf dem von ihr geschaffenen Devisenmarkt zu kaufen und zu verkaufen, die offiziellen Wechselkurse von Fremdwährungen gegenüber dem Rubel festzulegen und zu veröffentlichen.
Die Bank Rossii besitzt 57,58 % der Aktien der Sberbank, der größten Geschäftsbank in Russland. Ihr gehören auch 100 % der Anteile an der Russian National Reinsurance Company (RNRC), der größten nationalen Rückversicherungsgesellschaft. RNRC wurde am 29. Juli 2016 gegründet, um möglichen Problemen mit der Auslandsrückversicherung großer Risiken (wie dem Bau der Krim-Brücke) im Rahmen internationaler Sanktionen nach dem Beginn des russischen Kriegs in der Ukraine und nach der russischen Annexion der Krim vorzubeugen.
Von Anfang 2014 bis Mitte November 2014 verlor der Rubel etwa ein Viertel seines Außenwertes.
Die russische Zentralbank erhöhte den Leitzins auf 9,5 Prozent und kaufte zur Kursstützung Rubel (gegen konvertible Währungsreserven wie US-Dollar, Euro usw.), was den Kursverfall aber nicht stoppte. Im November 2014 wurde erklärt, der Rubel sei künftig frei handelbar. Die russischen Devisenreserven schrumpften in diesen Monaten um ca. 20 Prozent.
Nachdem eine Leitzinserhöhung am 11. Dezember auf 10,5 Prozent ohne Wirkung blieb, stattdessen der Außenwert des Rubel weiterhin rapide sank, wurde der Leitzins in der Nacht vom 15. auf den 16. Dezember auf 17 Prozent erhöht. Dennoch verlor der Rubel am 16. Dezember 2014 zwischenzeitlich mehr als ein Fünftel seines Außenwertes.

Entwicklung der Devisenreserven

Analysten warfen der Zentralbank vor, den Kursverfall des Rubel selbst beschleunigt zu haben, indem sie neues Geld druckte, um frische Anleihen des Rosneft-Konzerns im Nominalwert von umgerechnet rund 11 Milliarden Dollar aufzukaufen, die dieser am 12. Dezember 2014 am Markt platziert hatte, um mit den Einnahmen seine Schulden zu decken. Obwohl Rosneft bestritt, das Geld gegen ausländische Währungen getauscht zu haben, tauchten Medienberichten zufolge die 625 Milliarden Rubel, die der Konzern durch den Verkauf erzielt hatte, in der Folge am Finanzmarkt auf und trugen zur weiteren Abwertung des Rubel bei. Die Aktion wurde von Beobachtern als Preisgabe der Unabhängigkeit der Zentralbank gewertet. Im Sommer 2017 wurde in einem Projekt mit der Zentralbank der Russischen Föderation ein Zeichen veröffentlicht (ein grüner Kreis mit einem Häkchen), das Webseiten mit registrierten Mikrofinanz-Organisationen markiert.

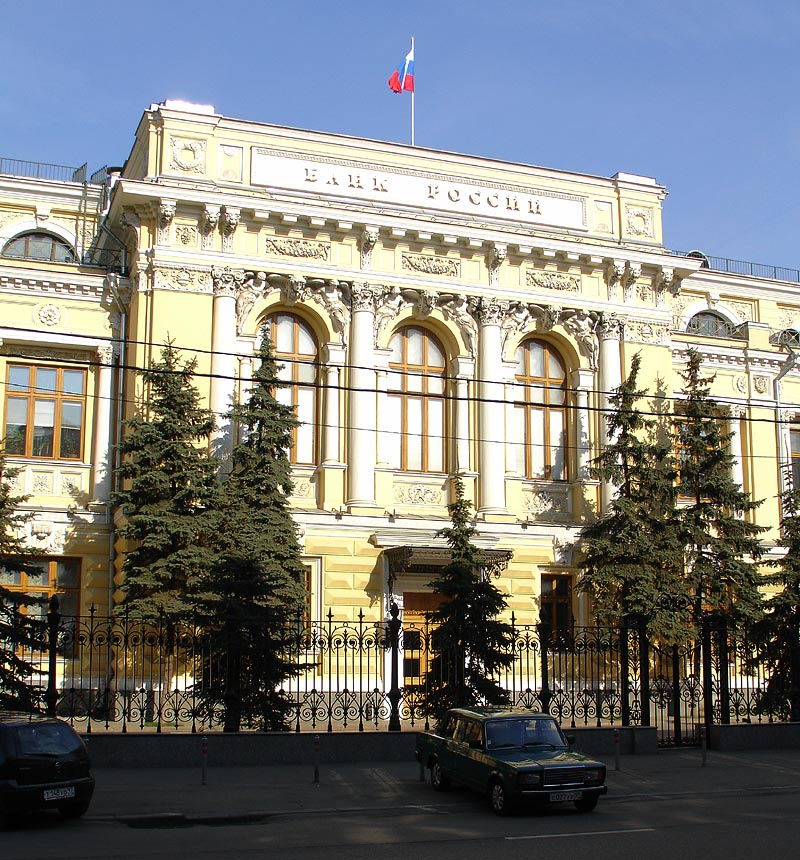
Hauptsitz der Bank Rossii

Am 26. Februar 2022, zwei Tage nach dem Beginn des von Wladimir Putin befohlenen russischen Überfalls auf die Ukraine, sagte EU-Kommissionspräsidentin Ursula von der Leyen, die Vermögen der russischen Zentralbank sollten eingefroren werden. Damit könne unter anderem verhindert werden, dass Russland seine Devisenreserven zur Finanzierung des Überfalls nutzen kann.
Am 28. Februar 2022 hob die Zentralbank den Leitzins von 9,5 Prozent auf 20 Prozent an.
Am 8. April senkte sie ihn auf 17 Prozent.
Am 24. Februar 2022 begannen russische Streitkräfte auf Befehl von Staatspräsident Putin einen völkerrechtswidrigen Angriffskrieg gegen die Ukraine. Die Bank für Internationalen Zahlungsausgleich (BIZ) schloss die Bank Rossii am 11. März 2022 von allen Treffen und Dienstleistungen aus.

Am 14. Februar 2025 erhöhte die Bank Rossii ihre Inflationsprognose des Rubel von 4,5 bis 5 Prozent auf 7,0 bis 8,0 Prozent, also um über 50 Prozent. Sie beließ die russischen Leitzinsen auf 21 Prozent.

## Leitung der Zentralbank
| Name                   | Jahr                              |
| ---------------------- | --------------------------------- |
| Georgi Matjuchin       | 1990–1992                         |
| Wiktor Geraschtschenko | 1992–1994                         |
| Tatjana Paramonowa     | 1994–1995                         |
| Alexander Chandrujew   | 8. November bis 22. November 1995 |
| Sergei Dubinin         | 1995–1998                         |
| Wiktor Geraschtschenko | 1998–2002                         |
| Sergei Ignatjew        | 20. März 2002 bis 23. Juni 2013   |
| Elwira Nabiullina      | seit 24. Juni 2013                |